# Modrá mešita (Káhira)
Modrá mešita (arabsky جامع إبراهيم أغا مستحفظان) je mešita v Káhiře, v Egyptě. Byla postavena v roce 1347, v době vlády Mamlúků. Název mešity pochází od modrého obložení jejích vnitřních stěn. Od roku 2008 prochází rozsáhlou rekonstrukcí.